# Myzus dianthicola
Myzus dianthicola är en insektsart som beskrevs av Hille Ris Lambers 1966. Myzus dianthicola ingår i släktet Myzus och familjen långrörsbladlöss. Inga underarter finns listade i Catalogue of Life.